# Дьюсбери

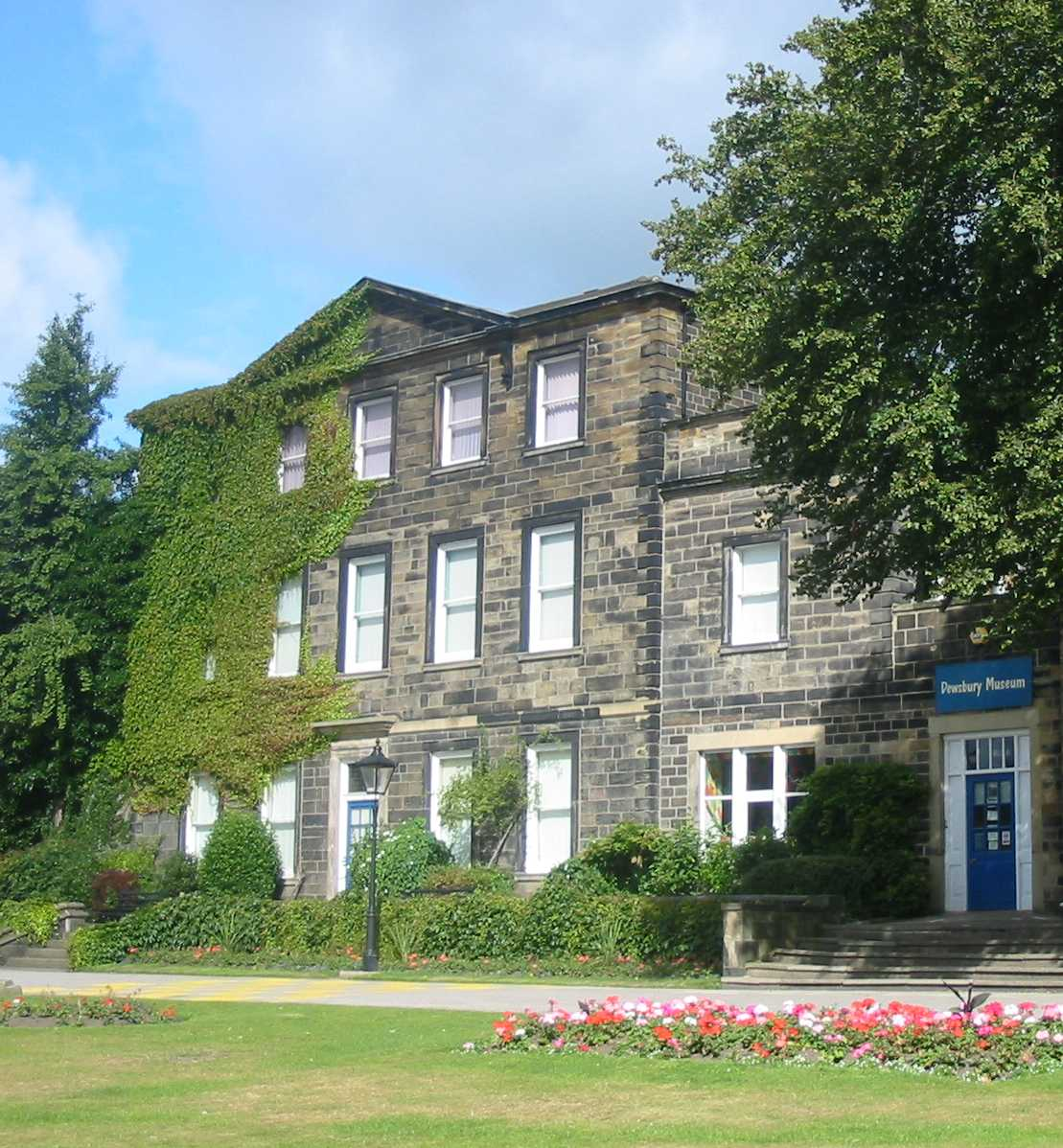
Музей Дьюсбери в Кроу-нест-парке

Дью́сбери (англ. Dewsbury) — город в Уэст-Йоркшире.
Согласно переписи 2001 года, население Дьюсбери составляет 54 341 человек.
В XIX веке один из центров производства шодди.

## В XX—XXI веках
Массовая иммиграция после 1960-х годов оказала огромное демографическое влияние на город, которое продолжается и сегодня. Британцы азиатского происхождения и мусульмане в настоящее время составляют треть населения, и ожидается, что в ближайшие годы их процент будет расти.
После 2005 года, после негативных сообщений в прессе, Дьюсбери был назван проблемным городом и стал «городом, который не смеет произносить своё имя» после того, как громкие преступления привлекли к нему внимание средств массовой информации. В июне 12-летней девочке было предъявлено обвинение в нанесении тяжких телесных повреждений после попытки повесить пятилетнего мальчика из Чикенли. Мохаммед Сидик Хан, главарь группы, ответственной за взрывы в Лондоне 7 июля 2005 года, жил в Лис-Холм, Дьюсбери.

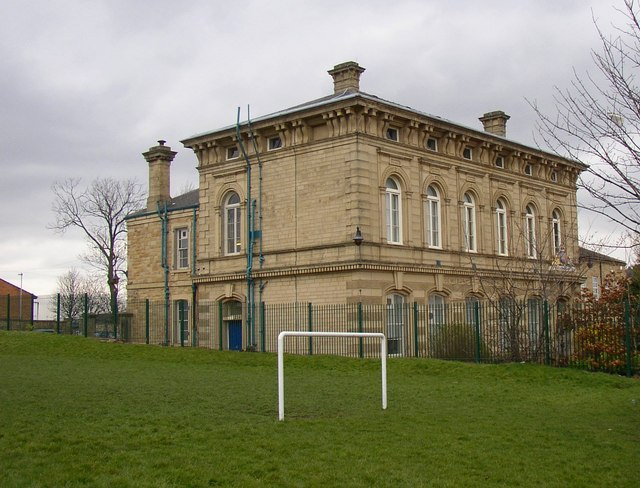
Окружной суд Дьюсбери

В октябре 2010 года Центр возрождения Дьюсбери открылся в отреставрированной бывшей церкви Святого Марка на Галифакс-роуд, церкви, которую посещал Уоллес Хартли, капельмейстер «Титаника».
В июле 2014 года Совет Кирклиса ввёл запрет на освещение в СМИ визита принцессы Анны, которая должна была выступить с речью о важности восстановительного правосудия. Позже Совет Кирклиса ответил, что на весьма необычном запрете СМИ настаивала королевская семья. Букингемский дворец, однако, был озадачен запретом, а представитель королевской семьи заявил: «Этот визит был открыто указан в разделе будущих мероприятий на веб-сайте королевской семьи в течение последних восьми недель. Нет ограничений на репортаж о мероприятии от Королевского двора».

## В популярной культуре
Дьюсбери упоминается в фильме «Битлз» 1967 года «Волшебное таинственное путешествие». В строке диалога в фильме один из волшебников (все они изображены самими «Битлз»), которые следят за местонахождением автобуса, который везёт своих пассажиров в путешествие, указанное в названии фильма, восклицает: «Автобус находится в 10 милях [16 км] к северу по дороге Дьюсбери, и они прекрасно проводят время!» Дьюсбери также упоминается в сингле 1991 года «It’s Grim Up North» группы Justified Ancients of Mu Mu (также известной как The KLF).
Действие книги 1960 года «Вид любви» происходит в вымышленном городе под названием «Крессли», но его описание было основано на Дьюсбери. Автор Стэн Барстоу родился в Хорбери и вырос в Оссетте, которые находятся к востоку от Дьюсбери.
Фраза «чёрный Дьюсбери» использовалась для описания жестоких романов Дэвида Писа, который родился в Дьюсбери, но живёт в соседнем Осетте.